# Franziska Rademaker
Franziska Rademaker (* 19. Juli 1878 in Amsterdam; † 3. Februar 1961 in Kevelaer) war eine deutsche Schriftstellerin.

## Leben
Franziska Rademaker entstammt einer alten in und um Bocholt herum ansässigen Familie. Der Vater, ein Teppichhändler, verließ Bocholt und ging in die Niederlande, um dort zu heiraten. Dort wurde Franziska Rademaker geboren. Fünf Jahre nach ihrer Geburt starb ihr Vater am Gelbfieber, das er sich in Niederländisch-Indien zugezogen hatte. Sie kehrte nach Bocholt zu ihrer Großmutter zurück und verbrachte hier zusammen mit ihrer Schwester Kindheit und Jugend.
Franziska Rademaker besuchte die damalige Höhere Töchterschule (heute Mariengymnasium) in Bocholt und studierte im Anschluss in Tegelen bei den Schwestern Unserer Lieben Frau. Das Lehrerinnenexamen für Volksschulen, mittlere und höhere Schulen legte sie schon mit 18 Jahren ab. Zu Beginn unterrichtete sie als Privatlehrerin, nach einem weiteren Examen in Französisch, das sie in Nancy ablegte, wurde sie 1900 am Katholischen Lyzeum in Düren Lehrerin. Allerdings musste sie schon 1916, mit 38 Jahren, ihren Beruf aus gesundheitlichen Gründen aufgeben. Nun widmete sie sich ganz der Schriftstellerei. Sie verfasste unter anderem den in Kevelaer spielenden Roman Das Ave der Heimat, der 1920 erstmals erschien und bis in die 1950er Jahre immer wieder neu aufgelegt wurde, mit einer Gesamtauflage von 50.000 Exemplaren.
Später siedelte Franziska Rademaker nach Köln über. Hier wohnte sie bis 1943 und veröffentlichte einige Novellen in der Kölnischen Volkszeitung. Durch den Krieg und seine Auswirkungen verlor sie ihr Heim und siedelte nach Olsberg im Sauerland über. 1951 verließ sie Olsberg und zog nach Kevelaer, wo sie im Haus „Regina Pacis“ Aufnahme fand. Dort schrieb sie den Roman Das Paradies, veröffentlichte einen Band mit Novellen und arbeitete regelmäßig an der Zeitung des Bistums Aachen, Kirche und Leben, mit. Sie schrieb noch an einem Roman, der um 1200 in Trier spielen sollte, konnte ihn aber nicht mehr beenden. Am 3. Februar 1961 starb sie und wurde auf dem katholischen Friedhof in Kevelaer beigesetzt.

## Werke

### Festspiele, Kinderstücke und Ähnliches
- Die Osterhasen. Kinderkomödie mit Gesang und Tanz. Schöninghs Theaterstücke für Vereine und Volksbühne. F. Schöningh, Paderborn 1912
- Weihnachtsglück. Dramatisches Festspiel. Mit einer Musikbeilage. Theater für die weibliche Jugend, Bändchen 58. F. Schöningh, Paderborn 1912
- Maria, Maienkönigin. Festspiel in vier Akten. Theaterbibliothek, Band 108. Vereinsdruckerei, Limburg 1913
- Der Tag des Herrn. Festspiel. Neues Vereinstheater, Nr. 114. Fredebeul & Koenen, Essen 1915
- Nach vierundvierzig Jahren. Vaterländische Aufführung. Neues Vereinstheater, Nr. 115. Fredebeul & Koenen, Essen 1915
- Der deutschen Mädchen Schwur. Fahnenreigen mit Gesang für Mädchen. Höflings Festspiele, Nr. 194. Höfling, München 1915; 2., verbesserte Auflage: Höfling, München 1918
- Frühlingsahnen. Festspiel mit Reigen und lebendem Bild zum Geburtstag Sr. Majestät Kaiser Wilhelms II. Höflings Festspiele, Nr. 209. Höfling, München 1916
- Christkindleins Engel. Reigenartige Aufführung, wobei Engel Weihnachtsgaben austeilen. Für Weihnachtsfeiern in Lazaretten, Anstalten, Kinderhorten, Weisenhäusern usw. Höflings Festspiele, Nr. 297. Höfling, München 1918
- Der Engel Dank. Festspiel mit Reigen zum 25jährigen Jubiläum einer Lehrerin. Höflings Festspiele, Nr. 310. Höfling, München 1919
- Jugendlust. Ringelreihen fröhlicher Kinder. Höflings Festspiele, Nr. 317. Höfling, München 1919
- Waldeszauber. Reigentanz der Nixen, Elfen und Kobolde im Walde. Höflings Festspiele, Nr. 322. Höfling, München 1919
- Die lustige Puppenstube. Kinderkomödie in einem Aufzug. Höflings Kinderbühne, Nr. 119. Höfling, München 1919
- Englein halten heilige Wacht. Krippenreigen. Höflings Festspiele, Nr. 363. Höfling, München 1921
- Das Licht der Welt. Weihnachtsspiel in vier Aufzügen. Höflings Volkstümliche Bühne, Nr. 186. Höfling, München 1921

### Romane und Erzählungen
- Das Ave der Heimat. Roman aus Kevelaer. Butzon & Bercker, Kevelaer 1920
- Monika Hagemanns Liebe. Roman aus Neu-Deutschland. Butzon & Bercker, Kevelaer 1921
- Das tausendjährige Reich. Roman. Butzon & Bercker, Kevelaer 1935. Neu erschienen 1941 unter dem Titel Luitgardis, die Frau von Hohenelten. Wieder neu erschienen 1954 unter dem Titel Berg der Schicksale
- Das Mädchen Ka sucht Deutschland. Roman. Butzon & Bercker, Kevelaer 1939
- Der große Sendling. Roman. Wibbelt, Essen 1947
- Sankt Nikolaus. Ein Volksbuch mit Federzeichnungen von Barbara Egen. Fredebeul & Koenen, Essen 1948
- Am scheidenden Rhein. Novellen. Niederrheinische Verl. Anst., Emmerich 1949
- Das Paradies. Roman. Niederrheinische Verl. Anst., Emmerich 1950